# Сент Метјуз (Јужна Каролина)
Сент Метјуз (енгл. St. Matthews) град је у америчкој савезној држави Јужна Каролина.

## Демографија
По попису из 2010. године број становника је 2.021, што је 86 (-4,1%) становника мање него 2000. године.
| Група             | 2000.         | 2010.         |
| Белци             | 781 (37,1%)   | 712 (35,2%)   |
| Афроамериканци    | 1.295 (61,5%) | 1.231 (60,9%) |
| Азијати           | 2 (0,1%)      | 8 (0,4%)      |
| Хиспаноамериканци | 28 (1,3%)     | 53 (2,6%)     |
| Укупно            | 2.107         | 2.021         |